# Sender Heidelberg-Wieblingen
Der Sender Heidelberg-Wieblingen war ein Sender für Mittelwelle und Ultrakurzwelle. Er befand sich am Rand des Heidelberger Stadtteils Wieblingen in der Nähe der Bundesautobahn 5 und etwa fünf Kilometer nordwestlich der Heidelberger Innenstadt. Als Antennenträger kam ein gegen die Erde isolierter, in drei Ebenen abgespannter selbststrahlender Stahlrohrmast zum Einsatz. Dieser wurde 1952 im Heidelberger Ortsteil Bergheim aufgebaut und 1968 aufgrund des Baus der Bundesstraße 37 an seinem alten Standort nach Wieblingen versetzt. Begrenzt wurde der Sender von einem Klärwerk im Norden, im Osten vom Neckar, im Süden von einer Wohnsiedlung am Sandhofer Weg und im Westen von einer Kleingartenanlage.
Von hier wurden Hörfunkprogramme für die in der Region Heidelberg stationierten US-Streitkräfte auf Mittelwelle und Ultrakurzwelle abgestrahlt. Am 28. April 2014 wurde die Sendeanlage stillgelegt.
Am 16. und 17. Dezember 2020 wurde der Sendemast von der Stadt Heidelberg wegen Ablaufs der Prüffrist für den Standsicherheitsnachweis demontiert. Die Kosten für die turnusgemäße Standsicherheitsprüfung und die Erneuerung der Abspannseile überstiegen jene für einen Abriss. Eine sinnvolle Nachnutzungsmöglichkeit habe sich nicht ergeben. Im Zuge des Abrisses wurde der Mast von oben nach unten in mehrere Teile zersägt und verschrottet. Die etwa 7 Meter hohe und 500 Kilogramm schwere Mastspitze ging an das Ortsmuseum Wieblingen.

## Bilder

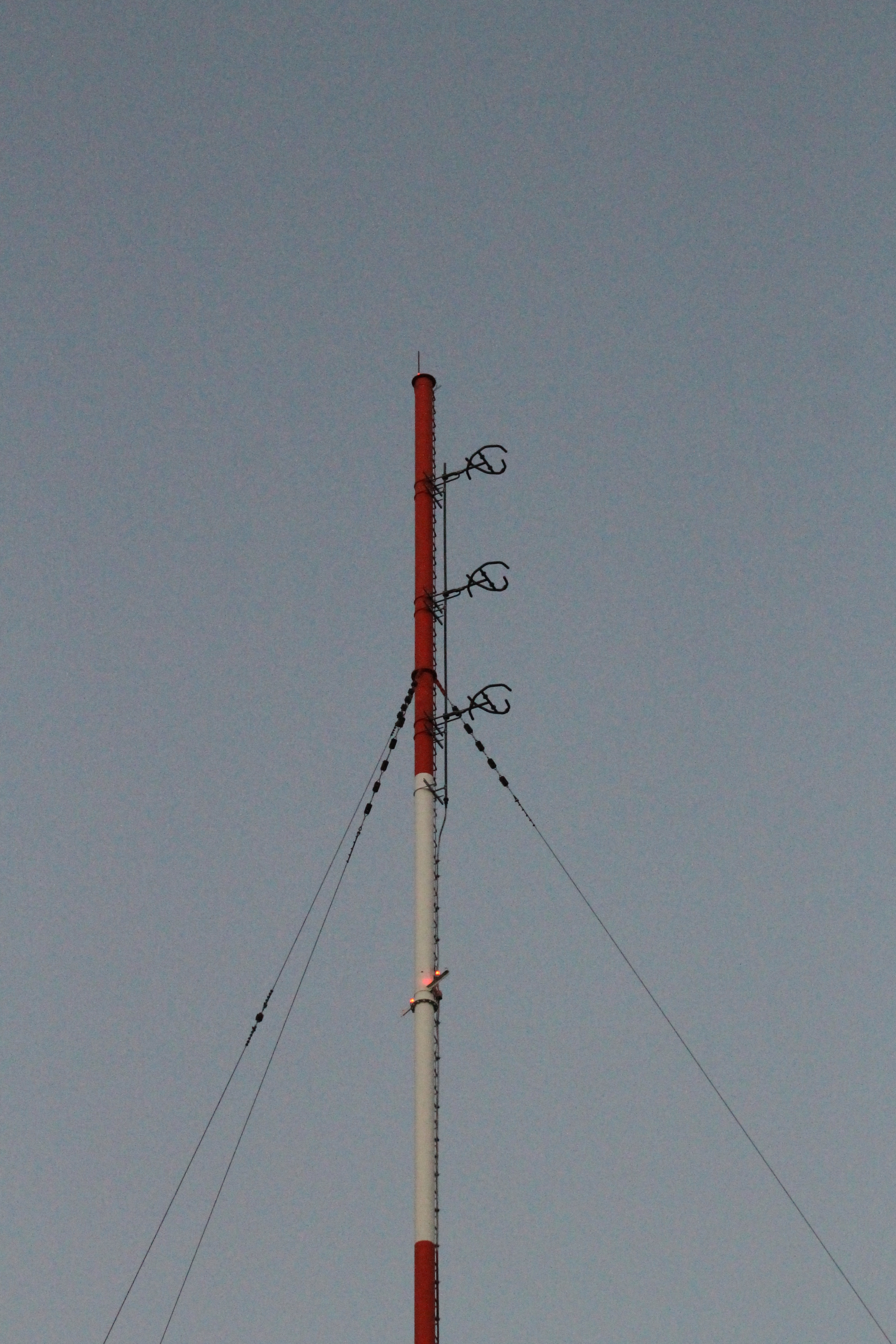
Spitze des Sendemastes
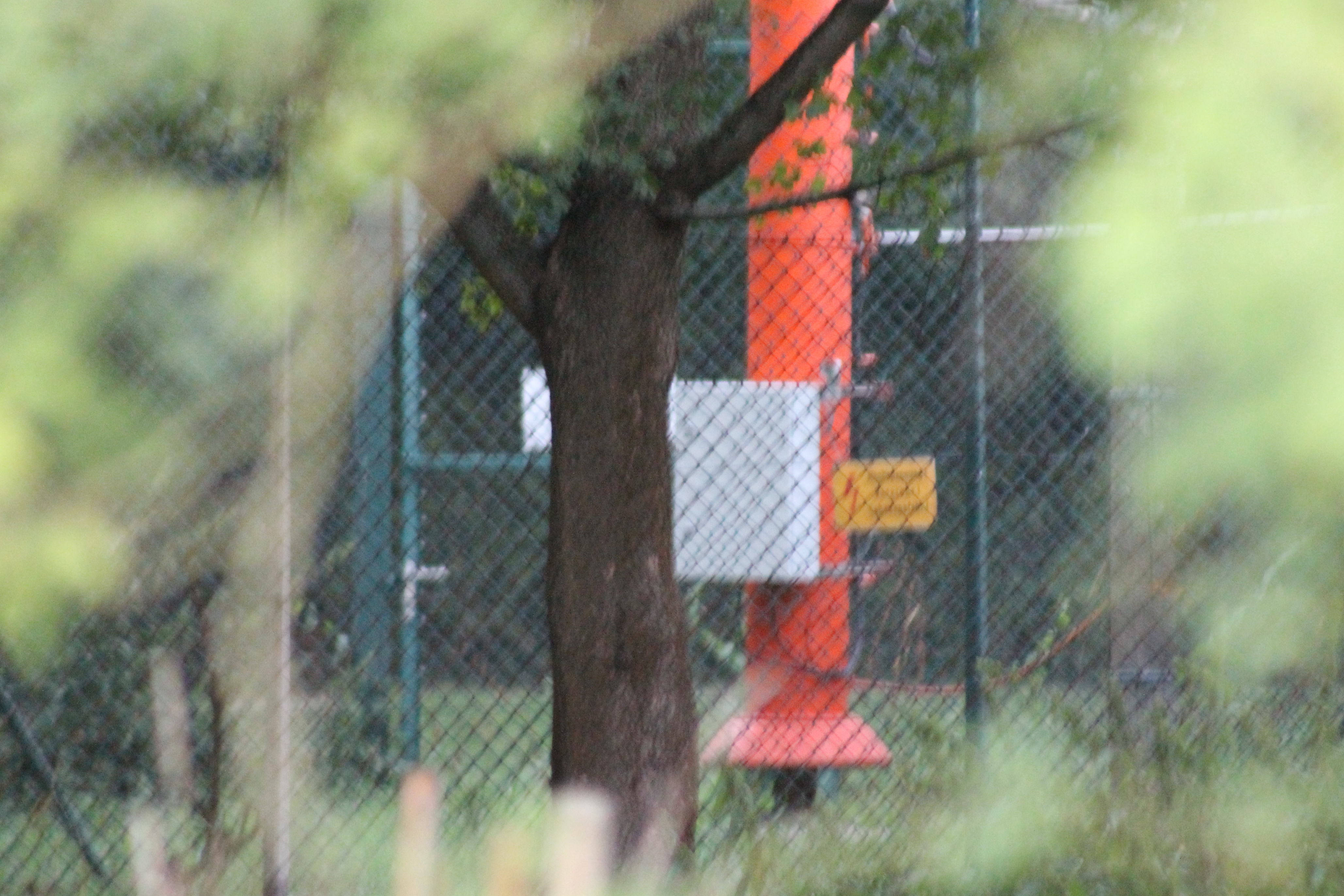
Mastfuß
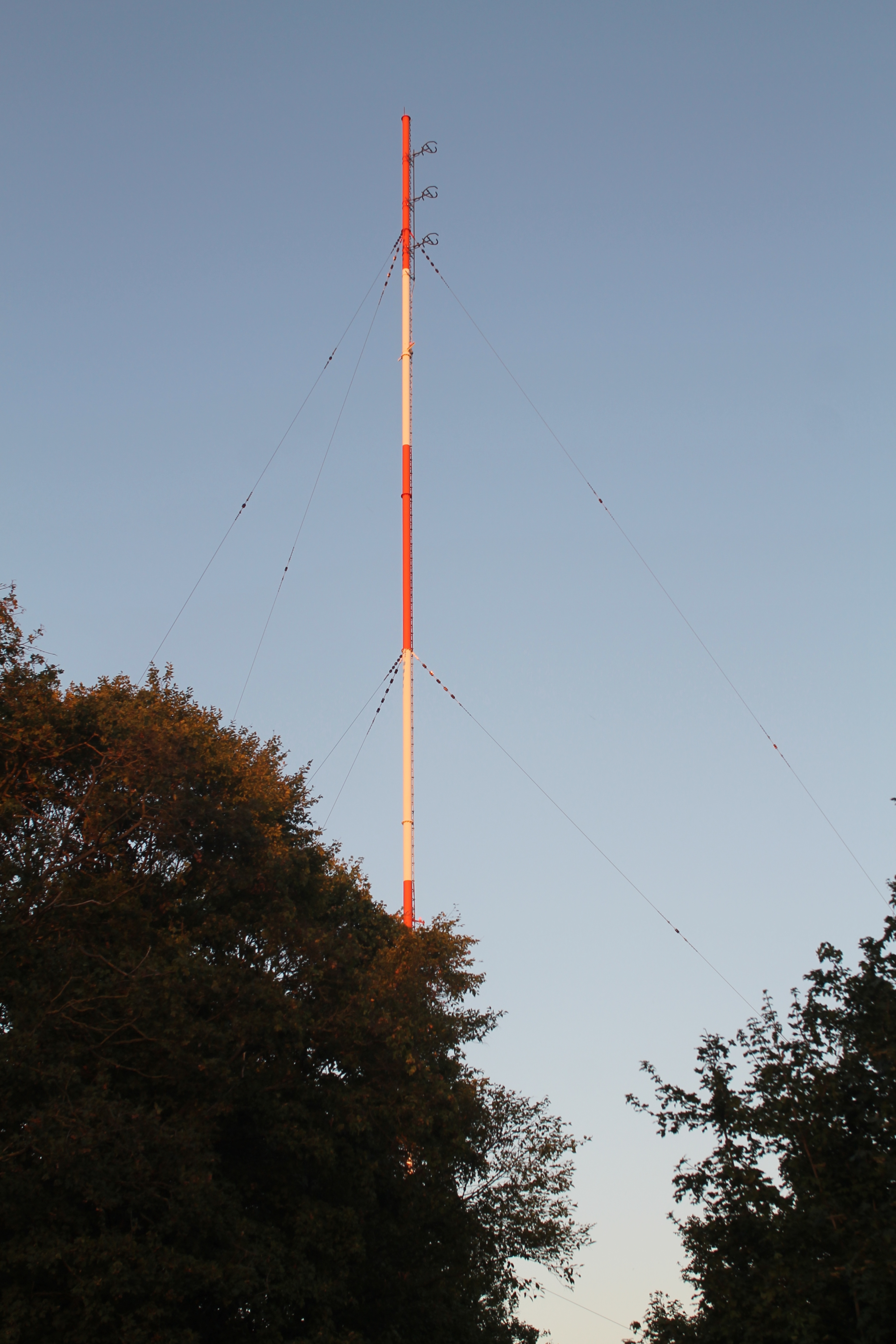
Sendemast in einer anderen Ansicht
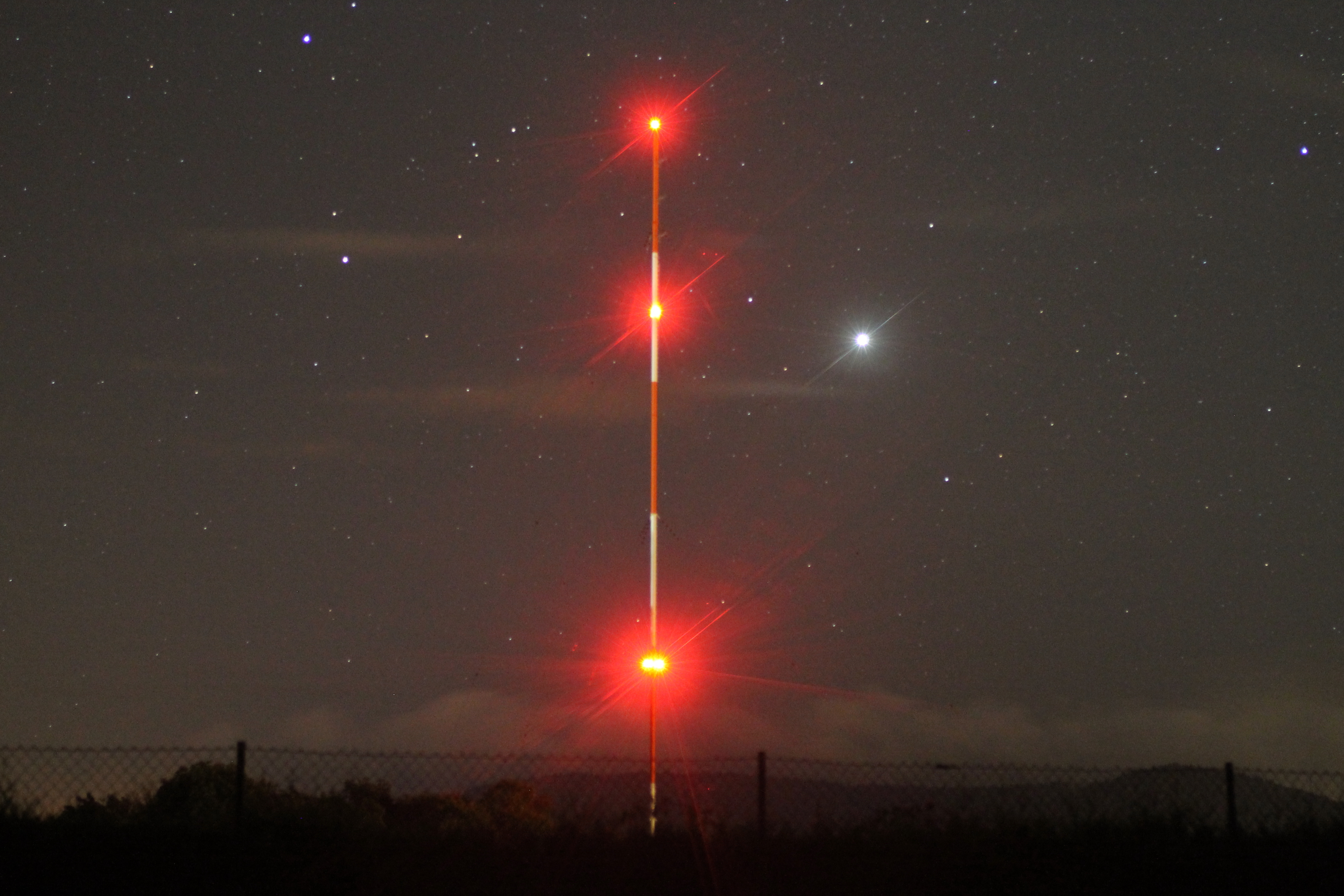
Mastbefeuerung am Abend

## Frequenzen und Programme

### Analoges Radio (UKW)
| Frequenz (in MHz) | Programm        | RDS PS   | RDS PI | Regionalisierung | ERP (in kW) | Antennendiagramm rund (ND)/gerichtet (D) | Polarisation horizontal (H)/vertikal (V) |
| ----------------- | --------------- | -------- | ------ | ---------------- | ----------- | ---------------------------------------- | ---------------------------------------- |
| 104,6             | AFN – The Eagle | AFNEAGLE | –      | Kaiserslautern   | 0,375       | ND                                       | linksdrehend                             |

### Analoges Radio (MW)
| Frequenz (kHz) | Programm            | Regionalisierung | EMRP (kW) | Sendediagramm rund (ND)/gerichtet (D) | Polarisation horizontal (H)/vertikal (V) |
| -------------- | ------------------- | ---------------- | --------- | ------------------------------------- | ---------------------------------------- |
| 1143           | AFN – Power Network | –                | 1         | ND                                    | V                                        |